# Mary Jane Croft
Mary Jane Croft (15 de fevereiro de 1916 — 24 de agosto de 1999)[carece de fontes?] foi uma atriz norte-americana, mais conhecida pelo seu papel como Betty Ramsey em I Love Lucy.